# Marc Davis (animateur)
Pour les articles homonymes, voir Marc Davis et Davis.
Marc Fraser Davis est un dessinateur, animateur et imagineer américain, né le 30 mars 1913 à Bakersfield et mort le 12 janvier 2000 à Glendale (Californie). Il était membre de la légendaire équipe des "Nine Old Men" des studios Disney.

## Biographie
Il débute comme animateur aux studios Disney en décembre 1935 et travaille sur le long métrage Blanche-Neige et les Sept Nains (1937).
Il développe ensuite des personnages comme ceux de Bambi et Pan-Pan dans Bambi (1942) et aussi de nombreux personnages féminins, qui lui donnent une certaine réputation, dont l'héroïne de Cendrillon (1950), la Fée Clochette de Peter Pan (1953) ou Cruella d'Enfer dans Les 101 Dalmatiens (1961) ainsi qu'Aurore et Maléfique de La Belle au bois dormant.
Dès l'ouverture du premier parc à thème Disneyland en 1955, il participe à la conception des attractions au sein de WED Entreprises dont la célèbre Jungle Cruise. Il poursuit l'amélioration de cette attraction et participe alors aux développement des personnages audio-animatronics. Il est surtout actif sur le scénario et les concepts liés aux personnages des attractions par de nombreuses esquisses. Juste avant la sortie des 101 Dalmatiens, animateur de Cruella d'Enfer, Davis arrête son travail dans l'animation pour se consacrer uniquement aux attractions. Sa première mission est l’attraction Nature's Wonderland.
Au début des années 1960, il travaille sur les quatre projets d'attractions pour la Foire internationale de New York 1964-1965 dont It's a Small World et Great Moments with Mr. Lincoln.
Il continue sa carrière d'imagineer avec le développement de Pirates of the Caribbean, Haunted Mansion, des attractions d'Epcot et de Tokyo Disneyland. Il prend sa retraite en 1978.

## Filmographie
- 1937 : Blanche-Neige et les Sept Nains (assistant animateur)
- 1942 : Bambi (storyboard et conception des personnages, responsable des jeunes Bambi, Pan-Pan et Fleur)
- 1946 : Mélodie du Sud (Frère Renard tentant de faire cuire Frère Lapin)
- 1947 : Coquin de printemps
- 1949 : Le Crapaud et le Maître d'école (Fun and Fancy Free and The Adventures of Ichabod and Mr. Toad.)
- 1949 : Danny, le petit mouton noir (développement du scénario des séquences animées)
- 1950 : Cendrillon (Cendrillon quittant le bal)
- 1951 : Alice au Pays des Merveilles (scène du "Non-anniversaire")
- 1953 : Peter Pan (Wendy et la fée Clochette)
- 1953 : Adventures in Music : Melody - court-métrage
- 1953 : Les Instruments de musique (Toot, Whistle, Plunk and Boom)  - court-métrage
- 1959 : La Belle au bois dormant (film, 1959) (Maléfique et Aurore)
- 1961 : Les 101 Dalmatiens (Cruella De Vil)

## Attractions
Il conçut pour WED Entreprises et Walt Disney Imagineering les personnages des attractions des parcs Disney suivantes :
- Enchanted Tiki Room
- Great Moments with Mr. Lincoln
- Ford's Magic Skyway (aujourd'hui fermée)
- Carousel of Progress
- Pirates of the Caribbean
- Jungle Cruise
- America Sings (aujourd'hui fermée)
- Haunted Mansion
- It's a Small World
- Western River Expedition (jamais construite)
- Country Bear Jamboree

## Récompenses et nominations
En 1989, il est nommé Disney Legend aux côtés des autres Nine Old Men.